# Ленкоранський район
Ленкора́нський райо́н (Лянкяранський) (азерб. Lənkəran rayonu) — адміністративна одиниця на півдні Азербайджану. Адміністративний центр — місто Ленкорань.

## Історія
Після приєднання Азербайджану до Росії у 1846 році було утворено Ленкоранський повіт у складі Шемахинської губернії, з 1859 року у складі Бакинської губернії. Після Жовтневої революції в Росії на території повіту 1919 року була утворена Муганська Радянська Республіка, включена надалі до складу Азербайджанської Демократичної Республіки. 23 липня 1930 року в результаті переходу на районний поділ було утворено Ленкоранський район.
У 1990-их територія району включена до міста республіканського підпорядкування Ленкорань.

## Видатні жителі
- Аллахшукюр Пашазаде (1949) — Шейх-уль-іслам та Ходжа